# Son nica
El Son nica es un género musical propio de Nicaragua considerado uno de los más representativos de la cultura nicaragüense tanto que ha llegado a ser reconocido entre los símbolos nacionales no oficiales y como parte del folclore popular de este país centroamericano. 
El padre del son nica es Camilo Zapata, ya que en sus primeras composiciones combinaba ritmos como el ranchero, flamenco y otros a su manera. Creando así el son nica que consta de la inversión del ritmo ranchero que lo hace tan distintivo de otros ritmos musicales en la guitarra.
El son nica además tiene variaciones así como distintas velocidades y apagados, creando sub-ritmos nicas dando paso a la creatividad de compositores y arreglistas nicaragüenses, dándole un sabor distintivo a la música cultural del país.  

## Características
El Son nica es un estilo musical distintivamente Nicaragüense y creación original del compositor Camilo Zapata. 
Inicialmente incorpora la marimba de arco en una composición de trío con la guitarra y una guitarrilla de cuarto cuerdas (el requinto), luego se han incorporado maracas y las llamadas pailas que incluyen timbales, platillos o címbalos y cencerro. 
Se caracteriza por un ritmo distinto producido cuando se rasguea la pauta, esencialmente el opuesto al ritmo de un vals.
Dado su uso diatónico el Son nica emplea exclusivamente acordes mayores, algo que le distingue en la música latinoamericana. Otra característica muy importante del Son nica es el uso de temas populares del pueblo y el español vernáculo Nicaragüense.

## Composiciones más reconocidas
Este género ha sido acuñado por la mayoría de los compositores nicaragüenses para la más alta expresión en canto de los sentimientos nacionales utilizando los modismos y regionalismos que enriquecen el español Nicaragüense.
El Son nica abarca temas románticos y nostálgicos que describen los paisajes del campo nicaragüense; así como las vivencias de la realidad diaria del campesino, tal como lo expone "Caballito chontaleño" del maestro Camilo Zapata, considerada como la primera composición en este género musical:
Caballito chontaleño

Caballito chontaleño de mi tierra tropical,

corre corre que a la guelta ves aquel cañaveral.

Ahora vengo satisfecho porque a mi negra he besado

traigo el corazón desecho y me siento desmayado.

(Coro)

Tierra mía, Nicaragua

otra tierra no te iguala

pues yo sé que no hay chochera

con mi tierra pinolera..

A mi negra yo quisiera llevármela a mis brazos Comalapa,

y si ahí se desespera me la llevo pa´ Camoapa.

Y también tengo una tía que me quiere de verdad

y como le gustaría que fuera a La Libertad.

(Coro)

Y pa´ mi linda morena tengo un caballito chingo,

pura sangre chontaleña que nació en Santo Domingo

y dicen que al otro día le apretaron el bozal

y relinchaba y quería darme un sopapo mortal.

(Coro)

Tierra mía, Nicaragua

otra tierra no te iguala

pues yo sé que no hay chochera

con mi tierra pinolera..

Otra composición del amplio repertorio del maestro Camilo Zapata, es la siguiente:
Flor de Mi Colina

Bajo a la cañada y no me importa nada cuando estás aquí,

te doy mis tonadas por las madrugadas sin poderte ver;

llegó a tu ranchito como un huerfanito suplicando amor;

y la luna blanca desde mi barranca parece toser.

(Coro)

No negrita linda, no me hagas sufrir;

que tendré el cuidado de hacerte feliz;

Flor de mi colina, que no quiera Dios,

que nazcan espinas, donde paso yo.

Ya mis posaderas rotas por doquiera de tanto montar,

me reclaman tregua pues son siete leguas pa' venirte a amar,

si me voy de farra la aurora me agarra del roto calzón;

y subo a mi cima con mi mandolina puesta de parchón.

(Coro)

Ya esta de amarillo todo el zardinillo del solar de Juan;

murió de repente y hay dice la gente que yo lo maté;

que murió de celos por aquel pañuelo que te regalé;

pero eso no es cierto porque antes de muerto platiqué con él.

(Coro)

No negrita linda, no me hagas sufrir;

que tendré el cuidado de hacerte feliz;

Flor de mi colina, que no quiera Dios,

que nazcan espinas, donde paso yo.

## Categorías
- Datos: Q6132088